# Austen Henry Layard
Austen Henry Layard (Parigi, 5 marzo 1817 – Londra, 5 luglio 1894) è stato un archeologo, diplomatico, politico, scrittore e conoscitore d'arte britannico.
Membro dell'alta aristocrazia londinese, è uno dei più famosi archeologi di fine Ottocento che con i suoi scavi in Mesopotamia rivelò al mondo lo splendore dell'arte e delle antiche civiltà dell'Assiria, in particolare rivelò città di Ninive e Nimrud.

## Infanzia e studi
Austen Henry Layard nacque a Parigi in data 5 marzo 1817 maggiore di quattro fratelli. I suoi genitori erano Peter John Layard e Marianne Austen. I suoi antenati erano ugonotti fuggiti in Inghilterra dopo la revoca dell'Editto di Nantes.
Layard passò parte della sua giovinezza in Italia, prima a Pisa e poi a Firenze, a causa di trasferimenti dovuti all'asma di cui suo padre soffriva. Fu educato fin dalla primissima età alla letteratura ed all'arte. Nel 1825 si trasferì a Moulins dove frequentò una scuola francese. In seguito visse a Ginevra in Svizzera, poi nuovamente a Firenze. In tal modo imparò sia la lingua italiana che quella francese. Intorno al 1830 la famiglia tornò in Inghilterra, lo stato che avevano lasciato nel 1821 quando Layard aveva soli 3 anni.
In Inghilterra Layard frequentò un collegio a Richmond, fino al 1833. Nel 1834 suo padre morì ad Aylesbury. In seguito, all'età di 16 anni, egli lavorò a Londra presso l'ufficio di suo zio, il benestante avvocato Benjamin Auster, al fine di prendere un apprendistato. Un giorno egli fu invitato nella casa di suo zio a Montague Square e qui incontrò persone importanti ed interessanti, come Benjamin Disraeli e Charles Fellows che aveva viaggiato in Grecia nel 1832. Layard accompagnò il pittore e scrittore William Brockedon sulle Alpi dove fece conoscenza con Camillo Benso, conte di Cavour e la sua prestigiosa famiglia. Incontrò altri personaggi illustri nel suo primo viaggio. Nel 1838 invece, viaggiò in Scandinavia, San Pietroburgo ed a Copenaghen, dove studiò. Nel 1839, finiti gli studi, si convinse di non voler fare la professione di avvocato alla quale invece il suo lavoro da suo zio lo stava portando, quindi, depresso e sfiduciato, pensò di lasciare l'Inghilterra anche per le sue idee liberali che andavano contro quelle conservatrici diffuse in quello stato.

## Primo viaggio in Oriente (1839-1841)

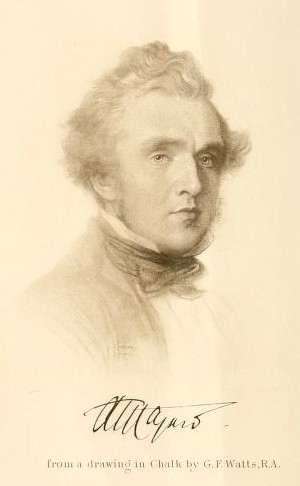
Austen Henry Layard nel 1848

Attraverso suo zio, Charles Layard, conobbe Edward Mitford, che aveva intenzione di viaggiare a Ceylon per stabilirvi una piantagione di caffè. Mitford aveva però paura del mare, perciò decise di attraversare l'Asia via terra, e cercava un compagno per il viaggio. Henry Layard quindi si offrì così da realizzare il suo sogno d'infanzia e la sua volontà di andarsene dall'Inghilterra. Prima della partenza cercarono consiglio alla Royal Geographical Society. Quindi, equipaggiati di armi, medicinali e della consapevolezza che avrebbero incontrato a Baghdad la loro guida Henry Creswicke Rawlinson.
Partirono il 10 luglio 1839; hanno attraversato i Paesi Bassi, la Germania, per andare a Venezia, poi a Trieste così da attraversare la Dalmazia. Raggiunsero Costantinopoli il 13 settembre. Qui Layard subì un attacco di febbre e venne curato da un medico armeno. Nella malattia lo venne a trovare lord Carnarvon, un suo amico di vecchia data. Layard si riprese il 4 ottobre, sebbene non ancora completamente; perciò viaggiò su un battello attraverso la Grecia, mentre Mitford rimaneva a terra. Il 13 novembre lasciarono Tarso proseguire per l'Adana e poi per la Siria, più precisamente, passarono per Antiochia. Qui passò il 29 novembre e fu ospite di Charles Barker, ma ebbe ancora un colpo di febbre. Nel frattempo venne l'inverno, ed ebbero la fortuna di passarlo in una stalla da condividere con i cavalli. Sfortunatamente furono costretti ad accontentarsi di tre muli come mezzo di trasporto alla volta di Tripoli.
Nel gennaio del 1840 raggiunsero Gerusalemme, dove si separarono e Layard visitò le rovine di Petra, Ammon e Gerash dove subì un attacco da parte di beduini al quale sopravvisse. I compagni di viaggio si rincontrarono ad Aleppo per proseguire insieme fino al 10 aprile 1840, quando si fermarono per due settimane a Mosul. Qui incontrò l'esploratore francese Charles Texier che era sulla strada di casa dopo aver prodotto molti disegni e piani di Persepoli e Pasargade. Layard scrisse:
Il suo interesse fu catturato dalle "colline di terra" poste nel deserto chiamate tell, dove si narrava "esistessero ancora singolari sculture in pietra nera". Il vice console britannico, Christian Rassam, inviò i due in un viaggio alle rovine di Hatra. Infine, noleggiarono una barca alla volta di Baghdad.
Nel 1845 Layard cominciò gli scavi nella collina di Nimrud da cui vennero alla luce le mura di due palazzi assiri di cui uno riconducibile al re assiro Assurnasirpal, che aveva regnato tra l'883 e l'859 a.C. Le sculture colossali e le opere ritrovate vennero trasportate per mare al British Museum di Londra. Nel 1849 Layard cominciò gli scavi sulla collina di Kuyunjik. Trovò i resti dell'antica Ninive e del palazzo di Sennacherib, un re assiro che regnò tra il 704 e il 681 a.C. Nel 1851 Layard tornò in patria dove iniziò la carriera diplomatica. Tra il 1855 e il 1859 viaggiò spesso in Italia, raccogliendo una ricca collezione di opere d'arte, poi donate alla National Gallery di Londra. Nel 1866 fu uno dei fondatori della "Compagnia di Venezia e Murano", azienda che fu l'artefice della rinascita del vetro veneziano. Denominata nel 1872 "The Venice and Murano Glass and Mosaic Company Limited" l'azienda nel 1919 si fuse con la Pauly & C., altra azienda storica del vetro veneziano, dando vita alla attuale Pauly & C. - Compagnia Venezia Murano. Fu grazie al suo impulso che a fine ottocento la "Compagnia di Venezia e Murano" recuperò antiche tecniche di lavorazioni del vetro quali quelle romane e pre-romane che furono conosciute in tutto il mondo come "murrine".